# Караагач (Одеска област)
Вижте пояснителната страница за други значения на Караагач.
Караагач (на украински: Нагірне; на руски: Нагорное; на румънски: Caragacii-Vechi) е село в Южна Украйна, част от Измаилски район на Одеска област и историческата област Буджак (Южна Бесарабия).

## География
Селото е разположено на 10 километра източно град Рени, на източния бряг на езерото Кагул.

## История
През 1812 година в селото се заселват български колонисти.
След поражението на Русия в Кримската война селото става част от Молдова и остава в границите на Румъния до 1879 година. През 1861-1862 година 2760 жители на селото се включват в преселническото движение на бесарабските българи от Румъния в Таврия, където основават село Николаевка.
В 1947 година Караагач е прекръстено на Нагорное.

## Население
Населението на селото възлиза на 2611 души (2001). Гъстотата му е 696,27 души/км2. По-голяма част от жителите са българи.

### Езици
Численост и дял на населението по роден език, според преброяването на населението през 2001 г.:
| Роден език | Численост | Дял (в %) |
| Общо       | 2611      | 100.00    |
| Български  | 2223      | 85.13     |
| Руски      | 139       | 5.32      |
| Молдовски  | 118       | 4.51      |
| Украински  | 82        | 3.14      |
| Гагаузки   | 41        | 1.57      |
| Беларуски  | 2         | 0.07      |
| Немски     | 1         | 0.03      |
| Други      | 5         | 0.19      |

## Личности

### Родени в Караагач
- Георги Гинчев (1866-1908), български просветен деец и публицист;
- Димитър Стефанов (1872-1940), български революционер и политик;

### Други
- Цани Гинчев (1835-1894), български просветен деец, учителствал в Караагач[5]